# Svorová hora
Svorová hora (polsky Czarna Kopa, německy Schwarze Koppe) je mírně zaoblený vrchol nacházející se na státní hranici Česka a Polska v pohoří Krkonoše. Svůj název nese hora dle horniny svor, která na jejích svazích převládá.

## Charakteristika
Vrchol leží zhruba 3,5 km západním směrem od obce Horní Malá Úpa na hranici s Polskem. Jedná se o část Obřího hřebene, který plynule přechází do severovýchodní rozsochy Sněžky (1603 m). Na úbočích kopce se objevují četná kamenná moře, posazená do nejvýchodnějších pásem porostu borovice kleče v Krkonoších. Na vrcholu se objevují i menší skalní výstupky. Na východě hřeben prudce klesá a Sovím sedlem zde odděluje Svorovou horu od sousedního vrchu Tabule. Na polské straně hory se nachází poblíž skalního útvaru Granaty naleziště granátů. Východně od Svorové hory stojí chata Jelenka.

## Přístup
Na vrchol vedou od Jelenky polská modře značená trasa a červeně značená Cesta česko-polského přátelství, která po hřebeni spojuje Horní Malou Úpu a Sněžku. Hora se nachází v I. zóně KRNAP, takže je zakázán vstup mimo značené cesty.